# Jockey

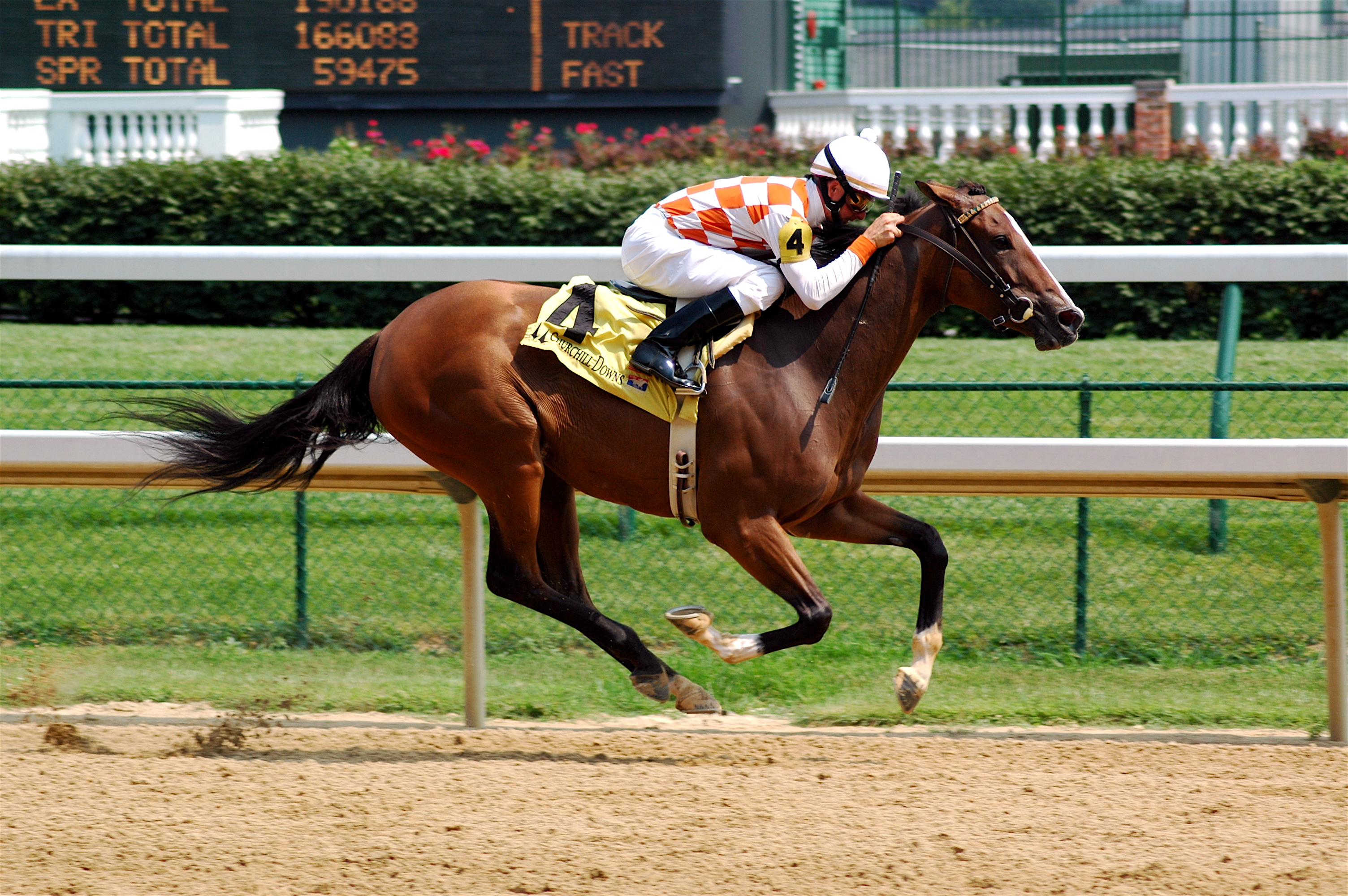
Jockey.

Jockey (diminutiv Jock, en skotsk biform av namnet Jack) är professionella kapplöpningsryttare. De tävlar med fullblodshästar i galopplöpningar. Kvinnor och män tävlar på lika villkor.

## Historia
I tidig kapplöpningssport brukade man använda så lätta ryttare som möjligt, men numera framgår ridvikten, den totala vikten av ryttare och sadel, av löpningens proposition.

## Berömda jockeys

### Världseliten
En av de främsta är Lester Piggott som gjort sig känd genom bland annat nio segrar i Epsom Derby. Andra engelska storheter är Fred Archer, sir Gordon Richards, Pat Eddery, Willie Carson och Walter Swinburn. I USA är Willie Shoemaker, Steve Cauthen, Angel Cordero Jr samt Laffit Pincay storheter. Ledande i dag är italienfödde Frankie Dettori och brasilienfödde Jorge Ricardo.

### I Skandinavien
I Sverige var flertalet jockeys under många år av engelsk härkomst, medan i dag skandinaviska och sydamerikanska dominerar. Skandinaviens mest vinnande jockey är ungerskfödde Janos Tandari, som verkade från slutet av 1960-talet fram till sekelskiftet. Samt Per-Anders Gråberg som är en av Sveriges mest framgångsrika jockeys. Per-Anders Gråberg är fortfarande aktiv i galoppen.